# 김유성 (2001년)
김유성(한국 한자: 金有成, 2001년 3월 31일 ~ )은 대한민국의 축구 선수로, 포지션은 골키퍼이다. 현재 K리그1 인천 유나이티드 FC 소속이다.